# Roland Burris
Roland Burris (Centralia, 1937. augusztus 3. –) az Amerikai Egyesült Államok szenátora (Illinois, 2009–2010).